# Иванов, Фёдор Васильевич
Фёдор Васи́льевич Ивано́в (20 февраля 1896, Горюшка, Симбирская губерния — 30 октября 1968, Джамбул) — помощник командира взвода 555-го стрелкового полка, старшина.

## Биография
Родился 22 февраля 1896 года в селе Горюшка. Окончил начальную школу.
Участник 1-й мировой войны. В 1918 году добровольно вступил в Красную Армию. Воевал против Колчака. После ранения под Красноярском в 1920 году попал на Западный фронт, оттуда под Каховку, в 51-ю стрелковую дивизию, которой командовал В. К. Блюхер. За смелость и отвагу, проявленные в борьбе с интервентами и белогвардейцами, красноармеец Иванов был отмечен Почётной грамотой Советской республики. В 1923 году вернулся к мирной жизни. С семьёй переехал в город Джамбул (Тараз).
В августе 1942 года был вновь призван в армию. С декабря того же года был на фронте, под Сталинградом. Только в начале 1944 года, после очередного ранения, прибыл в новую часть — 555-й стрелковый полк, с которым прошёл до конца войны. На новом месте был назначен писарем роты.
8 марта 1944 года во время боёв за город Староконстантинов старший сержант Иванов сразил трёх противников. 24 марта 1944 года в боях за город Проскуров, как отмечено в представлении к награде, «с группой бойцов под обстрелом противника навел мост через реку Буг, обеспечил переправу подразделений, что дало возможность батальону занять станцию Гречаны». Приказом по 127-й стрелковой дивизии от 9 мая 1944 года старший сержант Иванов Фёдор Васильевич награждён орденом Славы 3-й степени.
После этих боёв старший сержант Иванов был назначен помощником командира взвода. В том же году был принят в ВКП(б). В осенних боях 1944 года Фёдор Васильевич неоднократно проявлял мужество и героизм. 4 октября 1944 года в ходе боёв за господствующую высоту 600,0 в 18 км юго-западнее местечка Дукля старшина Иванов заменил тяжелораненого командира взвода и поднял бойцов в атаку. Бойцы выбили противников с высоты, уничтожили 7 пулемётных точек и более 20 солдат противника. Старшина грамотно организовал оборону высоту, умело расставил огневые средства. Взвод дважды отбил контратаки и сумел удержать позицию до подхода главных сил. Приказом от 20 ноября 1944 года старшина Иванов Фёдор Васильевич награждён орденом Славы 2-й степени.
В дальнейшем в составе своего полка принимал участие в освобождении Польши, громил врага на территории Германии. 15 января 1945 года в бою у населённого пункта Лещины старшина Иванов в критическую минуту вновь принял командование взводом, заменив убитого офицера. Лично пробрался к крайнему дому, из подвала которого бил вражеский станковый пулемёт, и забросал его гранатами. Взвод бросился к селу и, воспользовавшись минутным замешательством противников, выбил их с окраины, а затем стал пробиваться к центру. При этом бойцы истребили до 40 солдат и офицеров противника, захватили три пулемёта, много другого оружия.
Указом Президиума Верховного Совета СССР от 27 июня 1945 года за исключительное мужество, отвагу и бесстрашие, проявленные на заключительном этапе Великой Отечественной войны в боях с вражескими захватчиками, старшина Иванов Фёдор Васильевич награждён орденом Славы 1-й степени. Стал полным кавалером ордена Славы.
В 1945 году старшина Иванов был демобилизован. Жил в городе Джамбуле. Работал в охране хлебозавода. Ветеран трёх войн ушёл из жизни 30 октября 1968 года.

## Награды
- медаль «За отвагу» (4.1.1944)[5],
- орден Славы 3-х степеней (9.5.1944[4], 20.11.1944, 27.6.1945[6]).